# Catherine Naglestad
Catherine Naglestad és una soprano estatunidenca nascuda l'àrea de la badia de San Francisco, Califòrnia, que ha actuat sobretot per Europa.
D'ascendència escandinava, va estudiar al Conservatori de San Francisco perfeccionant-se a Roma, Milà i Nova York.
Ha cantat a Salzburg, Bregenz, Edimburg, Baden-Baden, Dresden, Múnic, Ruhr Triennale, Budapest Spring Festival, Osaka International Festival, Hong Kong Arts Festival, Suntory Hall a Tòquio, Covent Garden, Òpera de San Francisco, Dallas, París (Bastille i Palais Garnier), Lió, Marsella, Berlín (Staatsoper i Deutsche Oper Berlin), Düsseldorf, Frankfurt, Hamburg i especialment a la Stuttgart Staatsoper.
El seu repertori inclou Norm, Alceste, Alcina, Rodelinda, Melissa/Amadigi, Nedda, Poppea, Vitellia, Donna Elvira, Fiordiligi, Konstanze, Musetta, Liù, Tosca, Aida, Elisabetta/Don Carlos, Leonore/Il Trovatore, Amelia/Ballo in maschera, Violetta, Dejanira/Royal Palace, Catherine/Der Protagonist, Herzogin von Parma/Doktor Faust i Salomé.

## Discografia
- Gluck: Alceste / Carydis - DVD
- Handel: Alcina / Hacker - DVD
- Mozart: Die Entführung aus dem Serail / Zagrozek - DVD
- Mozart: La Clemenza Di Tito / Cambreling - DVD